# Zero 7
Gli Zero 7 sono un duo musicale inglese di musica elettronica formato da Henry Binns e Sam Hardaker e attivo dal 1998.

## Stile
La loro musica si ispira alle sonorità degli anni settanta, con brani che si possono accostare a formazioni celebri come gli Air. In genere vengono classificati sotto l'etichetta di downtempo. I due artisti e produttori londinesi, oltre a comporre brani originali, si dedicano all'arrangiamento e al remix di brani pop. Per le parti vocali dei loro brani si servono di prestigiose collaborazioni.

## Storia del gruppo
Il lavoro del gruppo londinese comincia molto prima della pubblicazione del loro primo album. Dopo aver studiato ingegneria del suono, Binns e Hardaker iniziano la loro carriera negli anni novanta negli studi di registrazione Mickie Most RAK a Londra, luogo che ha visto passare altri artisti quali i Pet Shop Boys, Young Disciples e Robert Plant. Contattarono il loro amico Nigel Godrich, che era stato produttore dei Radiohead, chiedendogli una collaborazione. Il risultato fu una compilation di remix chiamata Climbing Up the Walls, ottenuta dalle tracce dell'album del 1997 OK Computer dei Radiohead.
Il remix fu mandato in onda su uno show della BBC Radio 1 (The Gilles Peterson Show). Il primo lavoro di remixing condusse il duo degli Zero 7 a nuovi lavori di remix effettuati a partire da lavori di altri artisti come Lenny Kravitz, Sneaker Pimps e Lambchop. 
Nel 1999 pubblicano l'EP EP1.
Il primo album è senza dubbio quello che meglio rappresenta le ispirazioni del duo: si intitola Simple Things ed è pubblicato nel 2001. I brani sviluppano testi e musiche melodiche in ambientazioni elettroniche con qualche richiamo al jazz, ma comunque pienamente all'interno del filone downtempo. Vi hanno collaborato come vocalist Mozez, Sia e Sophie Barker. L'album fu nominato per diversi awards incluso il Mercury Music Prize. Vinse il premio di "Migliore novità" al Mužik Awards. L'album vendette un numero notevole di copie tanto da diventare disco d'oro.
Nel 2002, gli Zero 7 produssero un lavoro di remix con una compilation chiamata Another Late Night, che vide la partecipazione di diversi artisti della scena hip hop e chill out.
Il secondo album, intitolato When It Falls, uscito sul mercato nel 2004, sviluppa il lavoro intrapreso con Simple Things, con testi vocali più estesi e presenti nel corso delle tracce. All'originalità della prima produzione, questo secondo lavoro accompagna la maturità dei suoni e la maestria negli arrangiamenti. Oltre alle tre vocalist presenti nel disco precedente, qui partecipa anche Tina Dico. Nello stesso anno, Henry Binns collabora con Emma Bunton nella scrittura di Breathing.
Con il terzo album, The Garden (maggio 2006), il duo abbandona le musicalità che li aveva contraddistinti nei primi due lavori, per spostarsi tendenzialmente verso nuove frontiere di genere. Si tratta di una produzione che la critica non accoglie con favore, ma che rileva la volontà di sperimentare nuove soluzioni artistiche e forme espressive che mischiano le intuizioni sviluppate nei primi lavori con proposte meno collaudate. A The Garden partecipano Sia e José González.
Nel 2007 Binns e Hardaker crearono una band chiamata Ingrid Eto, definita come un progetto parallelo e strumentale degli Zero 7.
La band pubblica anche un EP sotto l'alias Kling (che significherebbe "Ingrid Eto was an experimental instrumental project"). Le tracce dell'EP Kling vengono successivamente incorporate nel quarto album degli Zero 7, intitolato Yeah Ghost.
Gli Zero 7 hanno pubblicato nel 2009 il loro quarto lavoro da studio intitolato Yeah Ghost. L'album possiede sonorità simile al terzo lavoro The Garden. Binns e Hardaker si avvalgono del supporto vocale della cantante jazz e soul Eska Mtungwazi, dell'artista folk Martha Tilston e di Rowdy Superstar.
Nel 2010 esce una compilation chiamata Records.

## Collaborazioni e apparizioni in altri media
I lavori degli Zero 7 sono stati utilizzati per numerose colonne sonore di film e produzioni televisive, così come per alcune compilation di musica lounge come The Chillout Project del DJ Anton Ramos, e la compilation denominata Hôtel Costes.
Le loro produzioni musicali hanno accompagnato telefilm come the O.C., Blue Crush, Raising Helen, Smallville, Obsessed, Top Gear, CSI: Crime Scene Investigation, Sex and the City, Il dottor House, Numb3rs.
La canzone In The Waiting Line fa parte della colonna sonora del film La mia vita a Garden State di Zach Braff.
La canzone Destiny è stata utilizzata per diverse pubblicità di successo.

## Discografia

### Album
- 2001 - Simple Things
- 2004 - When It Falls
- 2006 - The Garden
- 2009 - Yeah Ghost

### Raccolte
- 2002 - Another Late Night
- 2003 - Simple Things Remixes
- 2010 - Record

## Riconoscimenti
- Nomina come migliore novità inglese al "Brit Awards" nel 2002.
- Nomina per il Grammy Awards del 2007 per l'album The Garden nella categoria Best Electronic/Dance Album